# Hagen (Sprakensehl)
Hagen ist ein Ortsteil der Gemeinde Sprakensehl im Landkreis Gifhorn in Niedersachsen.

## Geographie und Verkehrsanbindung
Hagen liegt im Osten der Südheide und im äußersten Nordwesten des Landkreises Gifhorn. Das Dorf ist von ausgedehnten Waldgebieten umgeben. Einige hundert Meter südwestlich von Hagen befindet sich der Nurdakamp, eine Siedlung mit rund zehn Nurdachhäusern.
Die Landesstraße 280 führt von Hagen im Westen über Weyhausen bis nach Müden (Örtze) im Landkreis Celle, im Osten über Sprakensehl bis nach Hankensbüttel. Die Kreisstraße 96 führt von Hagen im Südwesten bis nach Blickwedel. Östlich von Hagen verläuft in knapp drei Kilometer Entfernung die Bundesstraße 4. Linienbusse fahren an Schultagen von Hagen bis nach Bokel und Hankensbüttel.

## Geschichte

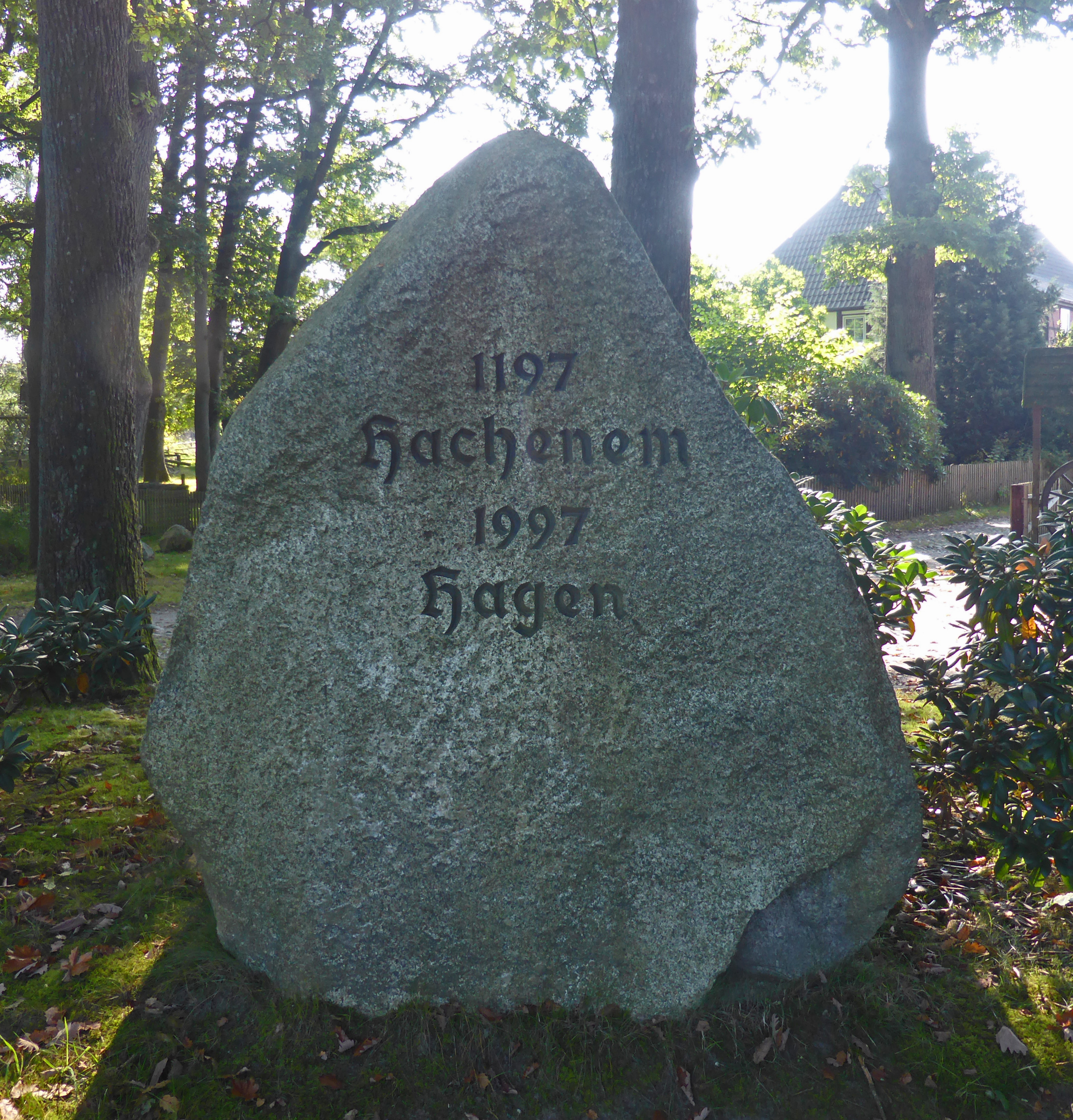
Gedenkstein

Im Jahre 1197 erfolgte die erste bekannte Erwähnung von Hagen als Hachenem.
In der Franzosenzeit gehörte Hagen zum Departement der Aller des Königreichs Westphalen. 1885 wurde der Kreis Isenhagen gegründet, dem Hagen angehörte. Zuvor gehörte Hagen zum Amt Isenhagen. 1932 wurde der Kreis Isenhagen aufgelöst, seitdem gehört Hagen zum Landkreis Gifhorn. Die Gemeinde wurde „Hagen bei Sprakensehl“ genannt, um es von der ebenfalls im Landkreis Gifhorn gelegenen Gemeinde „Hagen bei Knesebeck“ zu unterscheiden.
1965 wurde die Samtgemeinde Sprakensehl gebildet, zu der auch Hagen gehörte. Am 1. März 1974 wurde die Gemeinde Hagen in die Gemeinde Sprakensehl eingemeindet.

### Einwohnerentwicklung
| Jahr      | 1910 | 1925 | 1933 | 1939 | 2008 | 2010 |
| --------- | ---- | ---- | ---- | ---- | ---- | ---- |
| Einwohner | 101  | 207  | 208  | 204  | 143  | 141  |

Heute (Stand 2021) leben in Hagen gut 150 Einwohner.

## Infrastruktur

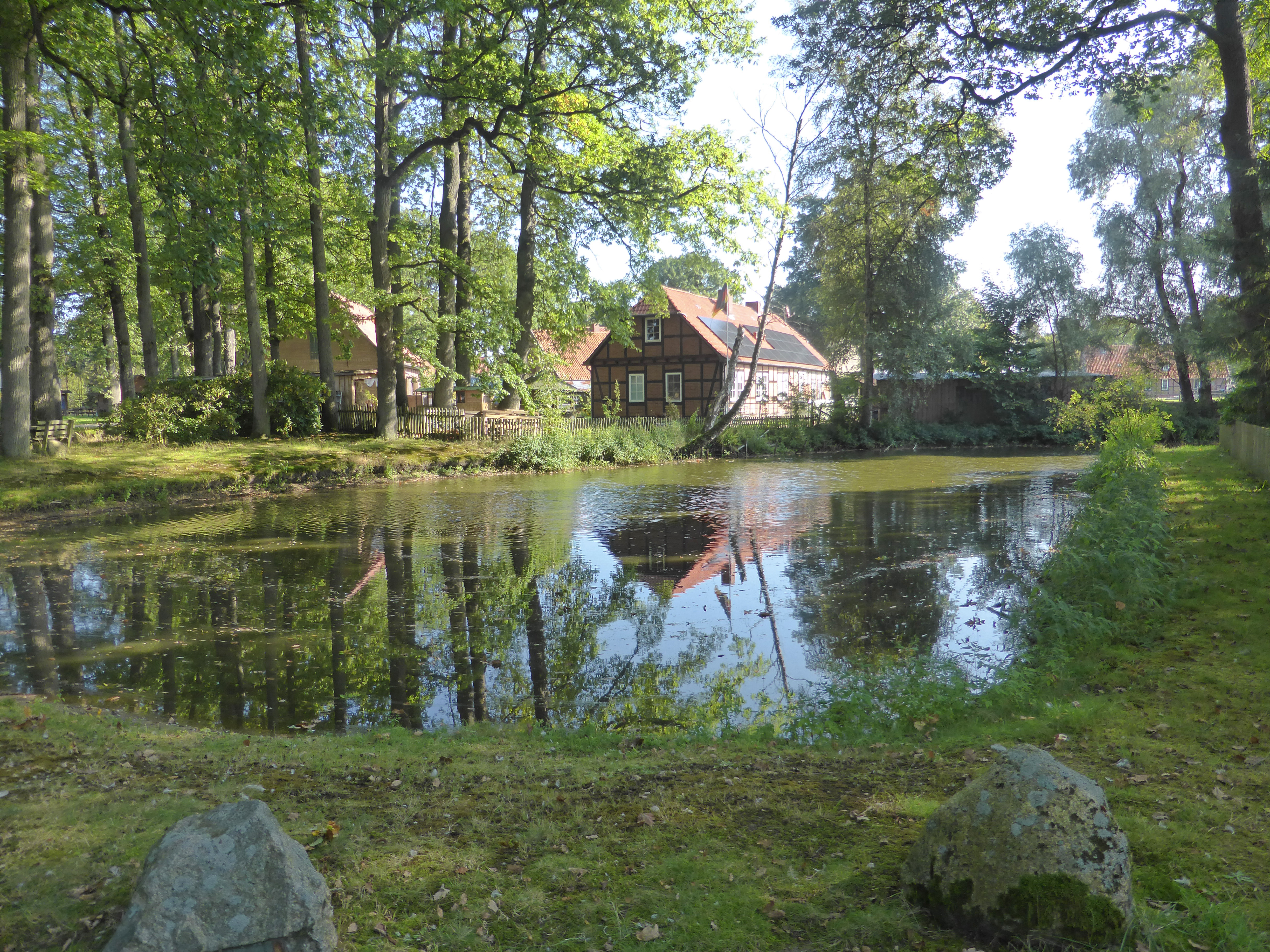
Dorfteich

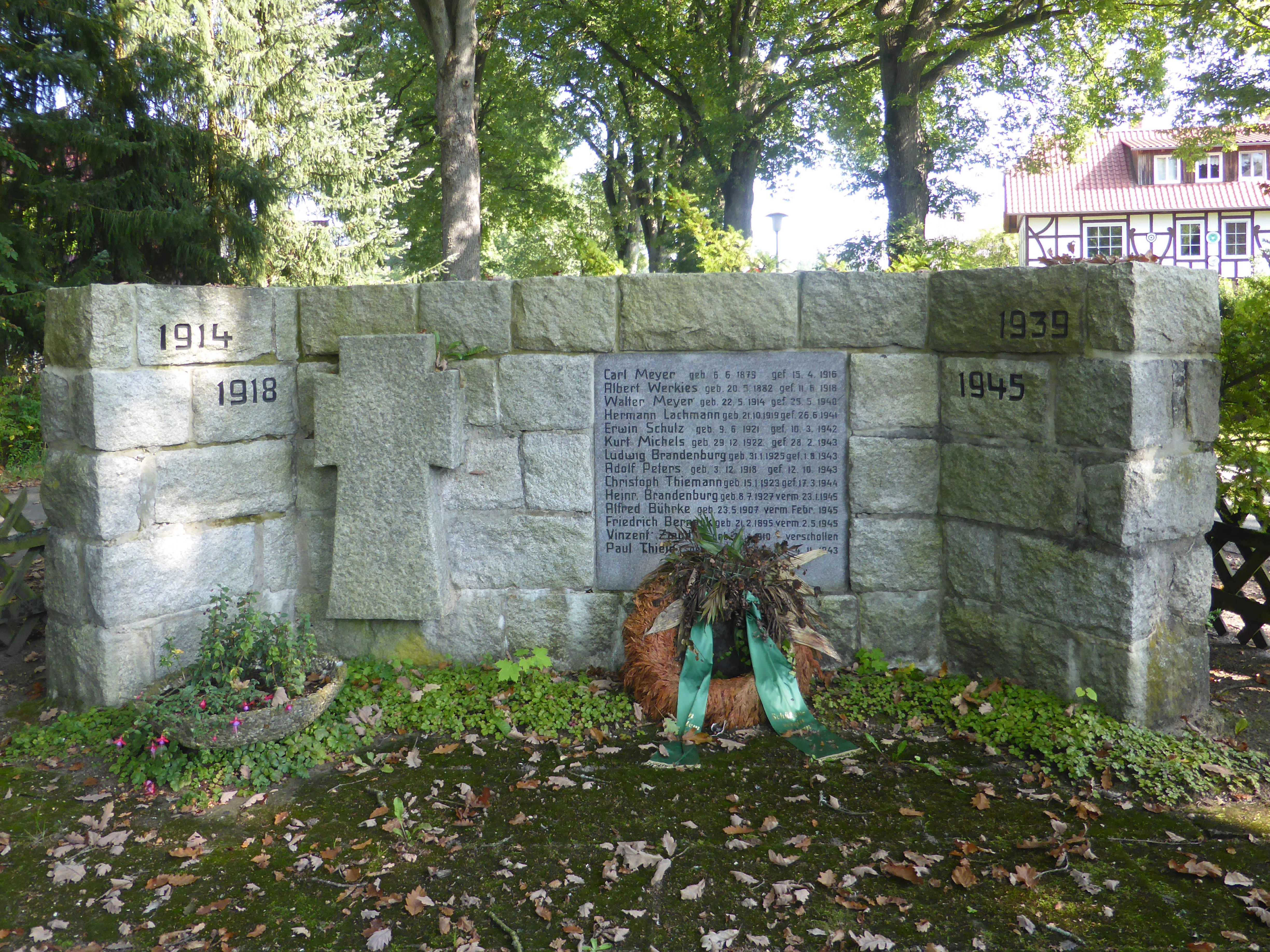
Kriegerdenkmal

In Hagen stehen ein Postbriefkasten, ein Sportplatz, ein Hallenbad, ein Schützenhaus, und den Kindern ein Spielplatz zur Verfügung. Ein Kriegerdenkmal erinnert an die Opfer der beiden Weltkriege aus Hagen.
In Hagen bietet die Gaststätte Hagener (ehemals Fromhagen) eine Einkehrmöglichkeit. Auch Übernachtungsmöglichkeiten werden in Hagen angeboten.
Vereinsleben findet im 1924 gegründeten Schützenverein Hagen e.V., im Förderkreis Hallenbad Hagen e.V. sowie im SC (Sportclub) Hagen-Bokel e.V. statt.
Die Schule, die Poststelle, sowie die Gaststätten Meyer und Michels wurden geschlossen. Die staatliche Revierförsterei Hagen, die dem Forstamt Sprakensehl untergeordnet war, besteht ebenfalls nicht mehr. Einkaufsmöglichkeiten des täglichen Bedarfs sind in Hagen nicht vorhanden.
Ein Gotteshaus ist in Hagen nicht vorhanden. Evangelisch-lutherische Einwohner gehören zur Christophoruskirche (Sprakensehl). Katholiken gehören zur St.-Marien-Kirche im rund 20 Kilometer entfernten Wittingen, näher gelegen ist jedoch die St.-Paulus-Kirche im rund 14 Kilometer entfernten Unterlüß.

## Trivia
Nach Mitteilung der Samtgemeinde Hankensbüttel ist Hagen das kleinste Dorf Europas mit einem eigenen Hallenbad.